# 川崎紫明
川崎 紫明（かわさき しめい、1934年8月31日 - ）は、日本のピアノ指導者。能力開発実践研究家。旧姓は土井。ベルリンに留学後スズキ・メソードの開発者である鈴木鎮一や右脳開発第一人者であるグレン・ドーマン博士に傾倒し、長年にわたる脳科学の研究と実践により楽しく学びながら能力を最大限に引き出すためのメソッド「視覚と聴覚の統合学習法 川崎紫明音符ビッツ」を開発する。

## 人物
1934年、父・土井俊一郎と母・ひで の6人兄弟の長女（兄3人に次いで長女）として大阪府高石市で生まれる。祖父母、父母、他大家族の中で寵愛の許に育てられた。特に祖父の土井宙からの愛情が厚く、「紫明」は祖父が命名した（山紫水明【山は紫に映え、水は明らかに澄む】の意）。幼い頃は無口でおとなしい性格であったが感受性に富み、家族中で可愛がられて育った。祖母はキリスト教附属幼稚園を設立するなど幼児教育に生涯を捧げた人であった。
父は京都大学法学部、母は同志社大学英文科に通いつつ19才で結婚。父は日本最初の広告代理店「萬年社」勤務。母は高石市議会議員を務め当時の小泉首相より社会功労賞を受賞。社会奉仕に尽力した。3才より音楽好きな母の薫陶の許、ピアノを始める。大阪音楽大学付属高校に入学後は厳しい中にも音楽へのあこがれが強くなり、ひたすら努力を重ねる。1956年に大阪音楽大学ピアノ科を卒業後、クラリネット奏者だった川崎良一と結婚。その後家族でドイツ、ベルリンへ留学。素晴らしい芸術的感性のあふれる環境の中で、本来の芸術としての音楽に目覚めさせられた。

### 音符ビッツ開発経緯
海外留学にて、それまでの日本の音楽教育とは大きく違う感性を磨く音楽教育法に魅せられ、本物を追求する探究心が高まる。帰国後、湧き上がる情熱を持ちながらも実践指導で多くの難題を抱えていた1970年、世界的に有名なスズキ・メソード松本音楽院を訪ね、創始者の鈴木鎮一より5年間に亘り直接薫陶を受ける。その後、右脳開発第一人者であるグレン・ドーマン博士の「赤ちゃんの知能をどう倍増させるか」のレクチャーに参加。大脳生理学へのたゆまぬ研究努力と脳科学の確固たる裏づけに基づいた「視覚と聴覚の統合による音符ビッツ学習法」を考案。1996年に「音符ビッツ」を誕生させた。2010年、東京大学安田講堂で開催された「日本赤ちゃん学会第10回学術集会(テーマ赤ちゃんの開く世界)」に出席。脳科学者の茂木健一郎、下条信輔の講演、また続いて行われたシンポジウムを通し、現代社会において赤ちゃんをより深く理解することが学問の発展だけでなく我々の未来を考えるうえでも重要であると認識し、それまでの「音符ビッツ基本指導法」に0歳からの教育として「プレ教材」が加わり一段と進化を遂げた。 聴覚と視覚の統合による効果は、年毎に実践した子供たちが結果を出した。それは音楽だけでなく、あらゆる教科、生活面においても劇的な成長を遂げ、保護者・幼稚園関係者より高い評価を得ている。現在も年毎に進化を続け、新しい教材も生まれている。

### 留学・海外
1965年から67年にかけてベルリンへ留学。ベルリン国立芸術大学（当時ベルリン市立コンセルバトワール、のちに芸術大学に合併された）に入学。Y.クラウゼにピアノを師事。それまでに日本で受けてきたテクニック重視のレッスンとは全く違った指導法の許、自分自身の驚異的な変化に感動の日々を送る。留学生の母と言われたフラウ・デコヴァ、ピアニストの室井摩耶子、当時ベルリン・フィルハーモニー管弦楽団のコンサートマスターだった豊田耕児などに大きな感化を受ける。また、夫の川崎良一（クラリネット奏者）が師事していたクラリネット奏者ハインリヒ・ゴイザー（ベルリン国立芸術大学教授）、ギオラ・フェイドマン（ハシディック音楽・世界第一人者）との親交も厚く、音楽のみならず、人生における師として、大きな感化を受ける。

## （海外）
ドイツ、イスラエル、ギリシャ、アメリカ、フランスを歴訪。各国の見聞を通し、この国際色豊かな経験は、日本人であることの自覚と、異文化の豊かな心に触れ、人間としての成長に多大な影響を受けた。特にイスラエルには3度訪れ、ユダヤの教育の研究にも取り組んでいる。

### 師事した先生
小柳芳子、山田康子、遠藤信子、Y.クラウゼ（ベルリン国立芸術大学） 

## エピソード

### ドイツ留学時代の思い出
愛器グランドピアノを手放し旅費にあて、片道切符で夫の留学先であったベルリンへ。

### 無二の親友ヘルマン家
川崎一家がドイツに滞在中、学校の教師をしていたヘルマン一家は、紫明のためにピアノを買い、川崎一家のワンルームマンションの一角に置いてくれていた。ヘルマン夫人から毎日かけられた言葉は「ヴァス・メヒテンジー？」（“あなたは何を望みますか？”の意）。紫明はその言葉を聴くたびに、涙で目が潤んだ。

### 演奏歴
- 1956年 NHKラジオ放送に出演。シューマン作曲「交響的練習曲Op.13」を演奏
- 1957年 NHKラジオ放送に出演。ウェーバー作曲「クラリネット協奏曲第1番」を川崎良一と共演。
- 1998年 毛利千代子ABCラジオ『旅のハーモニー』に出演。

## 鈴木鎮一との約束

### 読譜について
「バッハのパルティータを練習中の生徒が、どうしても譜面と指が一致しない」という悩みを紫明が鈴木鎮一に打ち明け、読譜についてどう考えるか尋ねた際、鈴木はその問いには答えず、「スズキ・メソードは木に例えれば幹です。葉を茂らせるのは、先生方の役目です。読譜については、川崎先生お願いしますよ。」と答え、その言葉は、紫明の永遠の課題となり、音符ビッツ取り組みの大きなきっかけとなった。

## 指導歴・講演歴
- 1970年 - スズキ・メソード関西地区ピアノ科指導者となる。
- 1975年 - 夫と共に大阪冨田林市にアサフ音楽院を設立。副院長を務める。
- 1977年 - 大阪堺市、堺東高島屋ローズカレッジで 「母と子の音楽サロン」を開講する。
- 1981年 - イスラエル・ルービンアカデミアにてスズキ・メソード指導法と公開レッスンの講演を行う。
- 2000年 - 愛知県名古屋市にて指導者養成講座を始める。
- 2001年 - 大阪カワイ梅田ショップ ショールームにて指導者養成講座を始める。
- 2001年 - スズキ・メソード関西地区指導者研修会にて音符ビッツセミナーを行う。
- 2004年 - 愛知県名古屋栄カワイ楽器店にて東海地区での指導者養成講座を始める。
- 2006年 - 神奈川県横浜市にて指導者養成講座が始める。その後毎年、名古屋・横浜・大阪にて、川崎紫明音符ビッツ指導者養成講座を開催。
- 2011年 - 岡山市さくら学園創立記念日に招かれ講演。
- 2015年 - 千葉県船橋市伊藤楽器にて楽器店主催の指導者養成講座が始まる。
- 2015年 - 川崎紫明音符ビッツ20周年記念コンサート開催。
- 2018年 - 川崎紫明音符ビッツピアノ教本１ ピアノセミナーを横浜、名古屋にて開催。
- 2019年 - 川崎紫明音符ビッツピアノ教本１ ピアノセミナーを名古屋、船橋、東京、横浜、倉敷にて開催。
- 2019年 - 川崎紫明音符ビッツフェスティバル＆全国指導者研修会を横浜にて開催。

これまで50年にわたり、アサフ音楽院（音符ビッツ本部校）に於いてピアノの指導も行っている。

## 評価
2011年 公益社団法人才能教育研究会[スズキ・メソード]より功労賞を受賞。

### 著作物 〈共著 四宮香子・川崎かぐや（イラスト）〉
- 1994年 - 川崎紫明 音符ビッツ シリーズ 1 音符ビッツメロディ ト音記号
- 1994年 - 川崎紫明 音符ビッツ シリーズ 2 音符ビッツメロディ ヘ音記号
- 1996年 - 川崎紫明 音符ビッツ シリーズ 4 和音ビッツ ト音記号
- 1996年 - 川崎紫明 音符ビッツ シリーズ 5 和音ビッツ ヘ音記号
- 1999年 - 川崎紫明 音符ビッツ シリーズ 3 リズムビッツ
- 2001年 - 川崎紫明 音符シールワーク＆アリーシール
- 2005年 - 川崎紫明 音符CDワーク 2 おうちでビッツ
- 2006年 - 川崎紫明 音符ビッツ シリーズ 8-1 プレ音符ビッツ 音符ビッツメロディ1～18番
- 2006年 - 川崎紫明 音符ビッツ シリーズ 8-2 プレ音符ビッツ くだもの和音ビッツ
- 2006年 - 川崎紫明 音符ビッツ シリーズ 8-3 プレ音符ビッツ どうぶつリズムビッツ
- 2006年 - 川崎紫明 音符ビッツ シリーズ 8-4 プレ音符ビッツ 音価ビッツ
- 2011年 - 川崎紫明 けんばんワーク
- 2013年 - 川崎紫明 音符ビッツの世界1 DVD
- 2014年 - 川崎紫明 音符ビッツの世界2 DVD
- 2014年 - 川崎紫明 プリント集1
- 2015年 - 川崎紫明 音符CDワーク 1 プレ・おうちでビッツ
- 2015年 - 川崎紫明 音符CDワーク 3 おうちでビッツ・ステップ
- 2018年 - 川崎紫明 音符ビッツピアノ 1
- 2018年 - 川崎紫明音符ビッツピアノ教本1 ピアノセミナーを横浜、名古屋にて開催。
- 2019年 - 川崎紫明 プリント集2
- 2019年 - 川崎紫明音符ビッツピアノ教本1

### 作詞作曲
- 1988年 - 希望にあふれて（作詞）
- 2006年 - くだもの和音ビッツのうた
- 2006年 - どうぶつリズムビッツのうた
- 2014年 - 音符ビッツのうた
- 2014年 - 咲かせよう世界中に音符の花を（作詞）
- 2014年 - 紫明先生のわらべ歌 「雪、ありがとう、ご飯を食べましょう、バナナバナナつるん、他」

### その他
1998年 公益社団法人才能教育研究会より「視覚からの感性教育音符ビッツ」としてスズキ・メソード推薦教材として紹介される。

## スズキ・メソード関連 「才能教育 季刊誌」に掲載された記事
- 1981年 - No.56 「イスラエルのルービン音楽院での講演」
- 1983年 - No.64 「イスラエルフィルと共に」
- 1985年 - No.74 「愛こそすべて／バーンスタインにふれて」
- 1990年 - No.94 「永遠に響く愛のシンフォニー」～故バーンスタインを讃えて
- 1991年 - No.97 「歩ちゃんのこと」
- 1992年 - No.100 「夢のような日々」
- 1998年 - No.124 「視覚が感性を育てる『音符ビッツ』」

## 雑誌・書籍掲載歴

### 2007年
- 10月『 仕事のスピードアップ術〜達人のテクニック』（インフォレスト刊）

### 2009年
- 3月『ビタミンママ』Vol.32

- 『ムジカノーヴァ』10月号

### 2010年
- 9月『ビタミンママ』Vol.36

### 2011年
- 『ムジカノーヴァ』10月号

### 2012年
- 9月号『ビタミンmama』Vol.55

### 2016年
- 『ムジカノーヴァ』4月号

- 3月『ビタミンmama』Vol.69
- 『MiRAKUU』Vol.16 Autumn

### 2017年
- 『ムジカノーヴァ』3月号

- 3月『田園都市生活』Vol.63
- 『スズキ・メソード会報』Vol.１

### 2019年
- 『MiRAKUU』Vol.25 WINTER

- 『月刊ショパン』10月号 No.429

### 2020年
- 『月刊ショパン』3月号 No.434

- 『ムジカノーヴァ』4月号